# Haunted – Haus der Geister
Haunted – Haus der Geister ist ein britischer Gruselfilm von Regisseur Lewis Gilbert aus dem Jahr 1995. Als Grundlage diente der Roman Besessen von James Herbert.

## Handlung
1928: David Ash, ein junger Professor für Psychologie, hat sich darauf spezialisiert, für paranormale Vorkommnisse wissenschaftliche Erklärungen zu finden.
Er erhält zum wiederholten Male Post von einer Frau, die als Haushälterin auf einem alten Landsitz namens Edbrook Hall arbeitet und behauptet, von Geistern heimgesucht zu werden. Er entschließt sich, der alten Dame einen Besuch abzustatten und ihr – aber auch sich – zu beweisen, dass sie sich irrt. In Edbrook Hall lernt David die Geschwister Robert, Simon und Christina kennen, die sich um ihr altes „Tantchen Tess“ kümmern, aber auch keinen Moment auslassen, sich über deren vermeintliche Geister lustig zu machen. Christina zeigt sich freizügig, dient Robert als Aktmodell und küsst ihn, was er erwidert. David verfällt Christinas Charme, beide verbringen bald ausgiebig Zeit miteinander und kommen sich näher. Doch diese schönen Momente täuschen David nicht darüber hinweg, dass im Haus merkwürdige Dinge vor sich gehen, er erlebt immer öfter Halluzinationen und weiß immer weniger, ob seine Wahrnehmungen Illusion oder Wirklichkeit sind. David quälen Schuldgefühle aus seiner Kindheit, die mit dem Tod seiner Zwillingsschwester Juliet zusammenhängen. Und nun sieht er seine verstorbene Schwester, der er zu einem Friedhof folgt und dann dort auf den Grabstein der drei Geschwister stößt – gestorben vor fünf Jahren im „Feuer von Edbrook Hall“.
Der verwirrte David sucht Dr. Doyle auf, den Arzt der Familie, den er zuvor kennen gelernt hatte, und erfährt von Juliets Geist, dass auch Doyle vor Jahren gestorben ist. Trotz Juliets Warnung fährt David mit Christina, die in ihrem Auto erschienen ist, weg. Auf der Heimfahrt sieht er Juliet mitten auf der Straße und verreißt das Lenkrad, um ihr auszuweichen. Das Auto prallt gegen einen Baum und explodiert, wobei Christina scheinbar ums Leben kommt. David entkommt, kehrt zum Haus zurück und stellt Nanny Tess zur Rede. Sie bestätigt, dass die Mariell-Geschwister tot sind und dass ihre Geister alles tun werden, um sie und David davon abzuhalten, das Haus zu verlassen. 
Die Mutter der Kinder hat sich ertränkt, als sie einst den betrunkenen Simon mit Robert und Christina beim Sex vorfand. Tess schloss die Kinder im Schlafzimmer ein und legte ein Feuer, worin diese verstarben. Die Geister der Geschwister bringen Tess zu Tode, weil sie statt ihrer nun David gefangen halten wollen, schaffen ein Flammeninferno um ihn herum, in dem Juliet auftaucht und ihn herausführt. Draußen erklärt sie ihm, dass ihn keine Schuld an ihrem Tod trifft und verschwindet wieder.
David fährt mit dem Zug zurück und wird von seiner Assistentin abgeholt, doch ihnen folgt jemand – es ist Christina.

## Kritiken
„Der Versuch, den schrillen Effekten heutiger Horrorfilme den verhaltenen Grusel morbider Gespenstergeschichten entgegenzusetzen, scheitert weitgehend an der zwar handwerklich sauberen, aber uninspirierten Regie und einem nicht überzeugenden Hauptdarsteller. Die Schwächen werden teilweise durch die stimmungsvolle Fotografie und die detailverliebte Ausstattung wieder aufgehoben.“

„Dieser Film hätte nicht einmal eine Videopremiere verdient, wären da nicht die Schauspieler Aidan Quinn und Anthony Andrews. Und zugegeben, auch die niedliche Kate Beckinsale ist durchaus nett anzusehen. Ansonsten ist diese wirre Story von Schuld, Sühne und Inzest eher wenig geistreich.“

## Auszeichnungen
Lewis Gilbert gewann im Jahr 1996 den Silver Raven des Brussels International Fantastic Film Festival und wurde für den International Fantasy Film Award des Fantasporto – Festival Internacional de Cinema do Porto nominiert.